# Équipe d'Argentine de football à la Copa América 1945
L'équipe d'Argentine de football participe à sa 17e Copa América lors de l'édition 1945 qui a eu lieu à Santiago au Chili du 14 janvier au 28 février 1945

## Résultats
Les sept équipes participantes sont réunies au sein d'une poule unique où chaque formation rencontre une fois ses adversaires. À l'issue des rencontres, l'équipe classée première remporte la compétition.
|   | Équipe    | Pts | J | G | N | P | BP | BC | Diff |
| - | --------- | --- | - | - | - | - | -- | -- | ---- |
| 1 | Argentine | 11  | 6 | 5 | 1 | 0 | 22 | 5  | +17  |
| 2 | Brésil    | 10  | 6 | 5 | 0 | 1 | 19 | 5  | +14  |
| 3 | Chili     | 9   | 6 | 4 | 1 | 1 | 15 | 5  | +10  |
| 4 | Uruguay   | 6   | 6 | 3 | 0 | 3 | 14 | 6  | +8   |
| 5 | Colombie  | 3   | 6 | 1 | 1 | 4 | 7  | 25 | -18  |
| 6 | Bolivie   | 2   | 6 | 0 | 2 | 4 | 3  | 16 | -13  |
| 7 | Équateur  | 1   | 6 | 0 | 1 | 5 | 9  | 27 | -18  |

| 18 janvier | Argentine | 4 | 0 | Bolivie   |
| 31 janvier | Argentine | 4 | 2 | Équateur  |
| 7 février  | Argentine | 9 | 1 | Colombie  |
| 11 février | Chili     | 1 | 1 | Argentine |
| 15 février | Argentine | 3 | 1 | Brésil    |
| 25 février | Argentine | 1 | 0 | Uruguay   |

### Matchs
| 18 janvier 1945 | Argentine                                                | 4 – 0 | Bolivie | Estadio Nacional (Santiago)                         |                                                     |
| | Pontoni 10e · Martino 43e · Loustau 70e · De la Mata 75e | (2 - 0) |         | Spectateurs : 35 000 Arbitrage : Humberto Reginatto | Spectateurs : 35 000 Arbitrage : Humberto Reginatto |
| Bello - Salomón, De Zorzi - Sosa, Perucca, Colombo - Muñoz, De la Mata ( 81e Farro), Pontoni ( 81e Ferraro), Martino, Loustau | Équipes                                                  | Arraya - Alcha, Rojas ( N. Prieto) - Gutiérrez, Fernández, Calderón - González, Romero, Tapia, Orozco ( Ortega), Orgaz |         | Spectateurs : 35 000 Arbitrage : Humberto Reginatto | Spectateurs : 35 000 Arbitrage : Humberto Reginatto |

| 31 janvier 1945                                                                                                   | Argentine                                                   | 4 – 2 | Équateur                    | Estadio Nacional (Santiago)                      |                                                  |
| | Pontoni 11e · De la Mata 50e · Martino 69e · Pellegrina 83e | (1 - 0) | Aguayo 53e · J. Mendoza 62e | Spectateurs : 60 000 Arbitrage : Nobel Valentini | Spectateurs : 60 000 Arbitrage : Nobel Valentini |
| Bello - Salomón, De Zorzi - Sosa, Perucca, Colombo - Boyé, De la Mata ( 62e Méndez), Pontoni, Martino, Pellegrina | Équipes                                                     | Medina - Henríquez, Zurita ( Villagómez) - Alvarez, Mejía, L. Mendoza - J. Mendoza, Jiménez, Raymondi Chávez, Aguayo, Acevedo |                             | Spectateurs : 60 000 Arbitrage : Nobel Valentini | Spectateurs : 60 000 Arbitrage : Nobel Valentini |

| 7 février 1945 | Argentine                                                                                  | 9 – 1 | Colombie    | Estadio Nacional (Santiago)                      |                                                  |
| | Pontoni 3e, 7e · Méndez 15e, 39e · Martino 27e · Boyé 41e · Loustau 50e · Ferraro 80e, 81e | (6 - 0) | Mendoza 52e | Spectateurs : 60 000 Arbitrage : Nobel Valentini | Spectateurs : 60 000 Arbitrage : Nobel Valentini |
| Ricardo - Salomón ( 57e Yebra), De Zorzi - Sosa, Perucca, Colombo - Boyé, Méndez, Pontoni ( 77e Ferraro), Martino ( 76e Farro), Loustau | Équipes                                                                                    | Acosta - G. Mejía, Picalúa - Granados, Quintero, De la Hoz - Zapata ( Martínez), Gámez, Recio ( González Rubio), Berdugo ( Joliani), Mendoza |             | Spectateurs : 60 000 Arbitrage : Nobel Valentini | Spectateurs : 60 000 Arbitrage : Nobel Valentini |

| 11 février 1945 | Chili     | 1 – 1 | Argentine  | Estadio Nacional (Santiago)                      |                                                  |
| | Medina 3e | (1 - 0) | Méndez 67e | Spectateurs : 70 000 Arbitrage : Nobel Valentini | Spectateurs : 70 000 Arbitrage : Nobel Valentini |
| Livingstone - Barrera, Vásquez - Las Heras, Pastene, Busquets - Piñeiro ( Armingol), Clavero, Hormazábal, Vera ( Contreras), Medina | Équipes   | Ricardo - Salomón, De Zorzi - Sosa, Perucca, Colombo - Boyé ( 46e Muñoz), Méndez, Pontoni, Martino, Loustau |            | Spectateurs : 70 000 Arbitrage : Nobel Valentini | Spectateurs : 70 000 Arbitrage : Nobel Valentini |

| 15 février 1945 | Argentine            | 3 – 1 | Brésil     | Estadio Nacional (Santiago)                      |                                                  |
| | Méndez 14e, 20e, 40e | (3 - 1) | Ademir 32e | Spectateurs : 65 000 Arbitrage : Nobel Valentini | Spectateurs : 65 000 Arbitrage : Nobel Valentini |
| Ricardo - Salomón, De Zorzi ( 30e Palma) - Sosa, Perucca, Colombo - Muñoz, Méndez ( 67e De la Mata), Pontoni, Martino ( 68e Farro), Loustau | Équipes              | Oberdan - Domingos da Guia, Begliomini ( Newton) - Biguá, Rui, Jaime de Almeida ( Alfredo II) - Tesourinha, Zizinho, Heleno ( Servilio), Jair, Ademir |            | Spectateurs : 65 000 Arbitrage : Nobel Valentini | Spectateurs : 65 000 Arbitrage : Nobel Valentini |

| 25 février 1945                                                                                          | Argentine   | 1 – 0 | Uruguay | Estadio Nacional (Santiago)                     |                                                 |
| | Martino 50e | (0 - 0) |         | Spectateurs : 75 000 Arbitrage : Juan Las Heras | Spectateurs : 75 000 Arbitrage : Juan Las Heras |
| Ricardo - Salomón, Palma - Sosa, Perucca, Colombo - Muñoz ( 77e Boyé), Méndez, Ferraro, Martino, Loustau | Équipes     | Máspoli - Tejera, Prado - Varela, Sarro, Viana - Ortiz, A. García ( 80e Falero), Zapirain, J. García ( 65e Castro), Porta |         | Spectateurs : 75 000 Arbitrage : Juan Las Heras | Spectateurs : 75 000 Arbitrage : Juan Las Heras |

| Copa América 1945 - Vainqueur Argentine 7e titre |